# Sören Pirson
Sören Pirson (* 27. August 1985 in Essen) ist ein ehemaliger deutscher Fußballtorwart.

## Karriere
In seiner Jugend spielte der Torwart beim Essener Vorortclub SV Burgaltendorf, bei Schwarz-Weiß Essen, Rot-Weiß Oberhausen und Fortuna Düsseldorf. Zur Saison 2002/03 wechselte Pirson in die Jugend von Borussia Dortmund. 2004 stieg Pirson zur zweiten Mannschaft des BVB auf. Nach einem Kreuzbandriss von Bernd Meier, dem Ersatztorhüter der Bundesligamannschaft, rückte Pirson in der Saison 2005/06 als dritter Torwart in den Dortmunder Profikader auf. Ab der Saison 2006/07 war er der Ersatztorwart von Roman Weidenfeller beim BVB. Zu seinem einzigen Einsatz für das Profiteam des BVB kam Pirson im Oktober 2006 beim DFB-Pokalspiel in der 2. Runde gegen Hannover 96, als Stammtorhüter Weidenfeller nach einem Handspiel außerhalb des Strafraums des Feldes verwiesen wurde. Zusätzlich stand er weiterhin bei der zweiten Mannschaft, die in der Regionalliga Nord spielte, im Tor. Pirson war bei den Anhängern der Borussia aufgrund seines natürlichen Auftretens und seines Interesses an der Fanszene sehr beliebt.
Zur Saison 2007/08 wechselte Pirson zum Zweitligaabsteiger Rot-Weiss Essen. Er stand am 1. Spieltag der Saison in der Startelf, verlor seinen Platz im Tor allerdings nach der 1:4-Niederlage gegen Rot-Weiß Oberhausen an Daniel Masuch und kam bis zum Saisonende zu keinem weiteren Ligaeinsatz mehr. Nach der verpassten Qualifikation für die 3. Liga wurde er von Zweitligaaufsteiger Rot-Weiß Oberhausen verpflichtet. Am 23. November 2008 wurde Pirson im Zweitliga-Spiel gegen den SV Wehen Wiesbaden in der 74. Minute für Christoph Semmler eingewechselt und gab sein Profidebüt. Seitdem war er Stammtorhüter bei Rot-Weiß Oberhausen. Nach dem Abstieg in der Saison 2010/11 wurde Pirsons Vertrag nicht verlängert.
Zur Spielzeit 2011/12 wechselte Pirson zum griechischen Erstligisten Diethnis Enosis Ergotelis und stand dort zuerst als Stammtorhüter zwischen den Pfosten. Im Laufe der Saison verlor er seinen Stammplatz. Am Ende der Saison stieg der Verein als Drittletzter aus der Super League ab.
Zur Saison 2012/13 verpflichtete der deutsche Zweitligist FSV Frankfurt Pirson. Er unterschrieb einen Zweijahresvertrag bis Juni 2014 und soll den bisherigen Ersatztorwart Michael Langer ersetzen, der den Verein verlassen hatte. Wie erwartet blieb Pirson beim FSV nur die Nummer zwei hinter Patric Klandt, durfte im letzten Spiel der Saison 2012/13 bei Eintracht Braunschweig (2:2) aber ein Zweitligaspiel bestreiten. In der Saison 2013/14 folgten zwei weitere Einsätze. In der Saison 2015/16 stieg Pirson mit dem FSV ohne einen einzigen Einsatz als Tabellenvorletzter aus der 2. Fußball-Bundesliga ab. Sein Vertrag wurde dennoch verlängert, sodass er in der Saison 2016/17 auf 34 Einsätze kam. Trotzdem stieg der FSV Frankfurt als Tabellenletzter aus der 3. Liga in die Regionalliga Südwest ab, Pirsons Vertrag wurde nicht verlängert.
Im Juli 2015 wurde er zusammen mit seinem Vereinskollegen Denis Epstein für den XY-Preis für Zivilcourage nominiert.